# 休氏马先蒿
休氏马先蒿（学名：Pedicularis sherriffii）为列当科马先蒿属的植物。分布在中国大陆的西藏等地，生长于海拔4,100米至4,300米的地区，一般生长在空旷的山坡上，目前尚未由人工引种栽培。